# Зајботенројт
Зајботенројт (њем. Seybothenreuth) општина је у њемачкој савезној држави Баварска. Једно је од 33 општинска средишта округа Бајројт. Према процјени из 2010. у општини је живјело 1.373 становника. Посједује регионалну шифру (AGS) 9472188.

## Географски и демографски подаци
Зајботенројт се налази у савезној држави Баварска у округу Бајројт. Општина се налази на надморској висини од 420 метара. Површина општине износи 17,4 km². У самом мјесту је, према процјени из 2010. године, живјело 1.373 становника. Просјечна густина становништва износи 79 становника/km².